# Abacaria subfusca
Abacaria subfusca is een schietmot uit de familie Hydropsychidae. De soort komt voor in het Australaziatisch gebied.